# Episodi de I Puffi (serie animata 1981) (prima stagione)
La prima stagione de I Puffi è stata trasmessa dal 12 settembre al 5 dicembre 1981 a cadenza settimanale dal network statunitense NBC con l'aggiunta di un episodio speciale andato in onda l'8 aprile 1982. 
Molti episodi sono tratti dai fumetti originali del belga Peyo. 
Gli episodi della prima stagione sono andati in onda in triplette per un totale di 40 minuti per volta, con la sola eccezione di sabato 26 settembre in cui la messa in onda dei tre episodi raggiunse i 50 minuti. Questo spiega perché gli episodi di durata doppia (22 min. anziché 11) contano come una sola puntata per il pubblico statunitense. In Italia, la messa in onda degli episodi ha avuto cadenza giornaliera, con le prime messe in onda da 22 minuti (puntate da due episodi da 11' o da un episodio più lungo). Nella trasmissione delle repliche dagli anni '90 in poi si è invece optato per la suddivisione in puntate da 11 minuti, con la conseguente attribuzione di due distinti titoli che indicavano rispettivamente la prima e la seconda parte delle storie più lunghe.
Allo stato attuale delle cose mancano le fonti per poter risalire con esattezza alle date della prima messa in onda degli episodi della prima stagione dei Puffi in Italia; ciò che si può comunque constatare è che la messa in onda originale degli episodi non rispetta l'ordine logico della storia a causa della trasmissione in syndication della serie (legata alla vendita dei diritti sulle puntate). La trasmissione italiana invece, cerca il più possibile di rispettare la cronologia delle storie, correggendo la numerazione originale.
In Italia, prima di essere acquistata dalle reti Fininvest, la serie è andata in onda con alcuni episodi (in cui venivano ancora usati i nomi statunitensi dei personaggi) nel 1981 su alcune reti locali, con doppiaggio diverso e con una sigla cantata da Victorio Pezzolla con testo di Paola Blandi, intitolata Il paese dei Puffi. Tutti gli episodi successivi sono andati in onda a partire dal 1982 su Canale 5 e dal 1983 su Italia 1. A Pasqua 1982 la tv statunitense ha trasmesso un episodio speciale (intitolato in Italia La puffesta di Pasqua). La storia introduce i personaggi di Madre Natura (Mother Nature) e Baldassare (Lord Balthazar), diventando l'ultima puntata di stagione. 
Canzone dei Puffi è la sigla cantata da Cristina D'Avena, un grandissimo successo del 1982 che frutterà alla cantante il suo primo disco d'oro per le oltre 50 000 copie vendute.

## Episodi
| nº | Titolo originale                    | Titolo italiano                          | Titolo dell'eventuale seconda parte | Prima TV USA      | Prima TV Italia |
| -- | ----------------------------------- | ---------------------------------------- | ----------------------------------- | ----------------- | --------------- |
| 1  | The Astrosmurf                      | L'Astropuffo                             | Benvenuto a Paffilandia             | 12 settembre 1981 | -               |
| 2  | Jokey's Medicine                    | Chi la fa l'aspetti                      |                                     | 12 settembre 1981 | -               |
| 3  | Vanity Fare                         | La fiera della vanità                    |                                     | 12 settembre 1981 | -               |
| 4  | St. Smurf and the Dragon            | Il drago e i Puffi                       | Il raffreddore del drago            | 19 settembre 1981 | -               |
| 5  | The Magical Meanie                  | Il genio maleducato                      |                                     | 19 settembre 1981 | -               |
| 6  | Sorcerer Smurf                      | Il mago Puffo                            |                                     | 19 settembre 1981 | -               |
| 7  | Bewitched, Bothered, and Be-Smurfed | I Puffi e il magico medaglione           | Il medaglione distrutto             | 26 settembre 1981 | -               |
| 8  | King Smurf                          | Re Puffo                                 |                                     | 26 settembre 1981 | -               |
| 9  | The Smurfs and the Howlibird        | I Puffi e l'uccello mostro               | L'antidoto del Grande Puffo         | 26 settembre 1981 | -               |
| 10 | Soup a La Smurf                     | La zuppa di Puffo                        | Il gigante affamato                 | 3 ottobre 1981    | -               |
| 11 | All That Glitters Isn't Smurf       | Non è puffo tutto ciò che luccica        |                                     | 3 ottobre 1981    | -               |
| 12 | Dreamy's Nightmare                  | L'incubo di Sognatore                    |                                     | 3 ottobre 1981    | -               |
| 13 | Romeo and Smurfette                 | Romeo e Puffetta                         | L'incantesimo di Gargamella         | 10 ottobre 1981   | -               |
| 14 | The Magic Egg                       | L'uovo magico                            |                                     | 10 ottobre 1981   | -               |
| 15 | Smurphony In 'C'                    | Puffonia in do maggiore                  |                                     | 10 ottobre 1981   | -               |
| 16 | Sideshow Smurfs                     | Puffi da baraccone                       | Puffi in gabbia                     | 17 ottobre 1981   | -               |
| 17 | Supersmurf                          | Super Puffo                              |                                     | 17 ottobre 1981   | -               |
| 18 | Paradise Smurfed                    | Paradiso puffato                         |                                     | 17 ottobre 1981   | -               |
| 19 | Sir Hefty                           | Cavalier Forzuto                         | Forzuto e il drago                  | 24 ottobre 1981   | -               |
| 20 | The Baby Smurf                      | Il Puffo bambino                         |                                     | 24 ottobre 1981   | -               |
| 21 | The Fake Smurf                      | Il falso Puffo                           |                                     | 24 ottobre 1981   | -               |
| 22 | Painter and Poet                    | Poeta e Pittore                          | Puffi naufraghi                     | 31 ottobre 1981   | -               |
| 23 | Haunted Smurf                       | Il Puffo degli spiriti                   |                                     | 31 ottobre 1981   | -               |
| 24 | The Purple Smurfs                   | I Puffi viola                            |                                     | 31 ottobre 1981   | -               |
| 25 | The Fountain Of Smurf               | La sorgente di puffo                     | L'orco ladro                        | 7 novembre 1981   | -               |
| 26 | Magnifying Mixture                  | La polvere d'ingrandimento               |                                     | 7 novembre 1981   | -               |
| 27 | Foul Weather Smurf                  | Il Puffo guastatempo                     |                                     | 7 novembre 1981   | -               |
| 28 | The Hundredth Smurf                 | Il centesimo Puffo                       |                                     | 14 novembre 1981  | -               |
| 29 | The Abominable Snowbeast            | L'abominevole uomo delle nevi            |                                     | 14 novembre 1981  | -               |
| 30 | Gargamel the Generous               | Gargamella il generoso                   |                                     | 14 novembre 1981  | -               |
| 31 | The Smurfette                       | La Puffetta                              | La nuova Puffetta                   | 21 novembre 1981  | -               |
| 32 | Now You Smurf 'Em, Now You Don't    | Adesso puffi e dopo non puffi            |                                     | 21 novembre 1981  | -               |
| 33 | Spelunking Smurfs                   | Puffi speleologi                         |                                     | 21 novembre 1981  | -               |
| 34 | The Smurfs' Apprentice              | Puffo apprendista                        |                                     | 28 novembre 1981  | -               |
| 35 | Smurf Colored Glasses               | Gli occhiali fatati                      |                                     | 28 novembre 1981  | -               |
| 36 | The Clockwork Smurf                 | Il Puffo Meccanico                       | Il principe smarrito                | 28 novembre 1981  | -               |
| 37 | Fuzzle Trouble                      | Gli Zuffi pasticcioni                    |                                     | 5 dicembre 1981   | -               |
| 38 | Smurfette's Dancing Shoes           | Le scarpette da ballo di Puffetta        | La valle spaventosa                 | 5 dicembre 1981   | -               |
| 39 | The Smurfs and the Money Tree       | I puffi e l'albero dei soldi             |                                     | 5 dicembre 1981   | -               |
| 40 | The Smurfs' Springtime Special      | La puffesta di Pasqua - puntata speciale |                                     | 8 aprile 1982     | -               |

## L'Astropuffo
- Titolo originale: The Astro Smurf

### Trama
Gargamella effettua un incantesimo che gli consente di osservare i Puffi tramite una sfera di cristallo. La visione si apre sul festeggiamento del puffleanno di Astro (rinominato negli episodi successivi "Puffo Sognatore") il quale esprime il desiderio di poter visitare un mondo che nessun Puffo abbia mai visto. Astro fa diversi tentativi per poter realizzare il proprio sogno, ma ogni volta fallisce e finisce per cadere in un "esaurimento puffoso", al punto da non accorgersi dell'agguato tesogli dalla gatta Birba e sventato grazie al pronto intervento di Puffetta. Dopo lo scampato pericolo Astro decide di persistere nei suoi scopi e si cimenta nella costruzione di un'astronave, la quale si rivela l'ennesimo buco nell'acqua. Gli altri Puffi provano pena per Astro ed escogitano un trucco al fine di realizzare il suo sogno: fanno controllare l'astronave a Handy (Inventore) il quale finge di aver trovato un'elica che non era stata fissata bene, poi Grande Puffo fa bere ad Astro un frullato di puffragole contenente un sonnifero. Appena Astro si addormenta i Puffi smontano la navicella e ne trasportano i pezzi e il passeggero all'interno di un vulcano inattivo, mentre Gargamella ne segue le tracce grazie alla sua sfera incantata. Una volta ricostruita la navicella Grande Puffo, utilizzando un filtro che aveva preparato di nascosto la notte precedente, trasforma sé stesso e i Puffi in gnometti verdi chiamati Paffi. Quando Astro riprende conoscenza, è convinto di essere atterrato su un pianeta sconosciuto. Dopo un'iniziale incertezza Astro viene accolto dai Paffi con una calorosa festa ed esprime il desiderio di rimanere per sempre con loro. Nel frattempo Gargamella giunge sul vulcano ma grazie alla trasformazione dei Puffi in Paffi non li riconosce e Grande Puffo ne approfitta per distruggere la sua sfera di cristallo e per metterlo in fuga grazie ad alcuni trucchetti magici. Scampato il pericolo i Paffi si trovano nella condizione di far desistere Astro dal suo proposito di stabilirsi lì permanentemente e a tal scopo lo sottopongono a prove di iniziazione giudicate impossibili ma prontamente superate grazie ad un'improvvisa e sfacciata fortuna. Solo la proibizione di poter esternare i propri sentimenti di gioia e felicità convinceranno Astro a tornare a casa, che una volta raggiunta non vorrà lasciare mai più.
Informazioni: La storia è tratta dal fumetto del 1967. Le scene con l'aquilone e la scopa volante sono invece tratte dal fumetto del 1963 Il Puffo volante con cui viene identificato il protagonista. Nelle tavole originali di Peyo, i Paffi (o Ciuffi in alcune traduzioni, Schlips in francese, Swoofs per gli statunitensi) sono marroni e non verdi.

## Chi la fa l'aspetti
- Titolo originale: Jokey's Medicine
- Titoli ulteriori: Riedizione in DVD Puffo Burlone

### Trama
Jokey (Burlone) consegna a molti puffi i suoi pacchi regalo che puntualmente esplodono. Gready (Golosone), Puffetta e Lazy (Pigrone) decidono di vendicarsi e lo attirano in una caverna, ma vengono assaliti da Birba e si rifugiano in un tunnel che li porta nel laboratorio di Gargamella. Il mago li cattura e li mette in pentola per preparare una zuppa, ma l'ennesimo scherzo di Jokey li salverà.

## La fiera della vanità
- Titolo originale: Vanity Fare

### Trama
I Puffi stanno giocando a calcio. Vanity (Vanitoso) è il portiere, ma per tutto il tempo non fa che guardarsi allo specchio, finendo per romperlo. Dopo aver litigato con gli altri Puffi per l'accaduto, se ne va nella foresta con lo specchio rotto in mano. Intanto, il malvagio Gargamella sta creando uno specchio magico: chiunque vi faccia riflettere la propria immagine, resterà suo prigioniero. Dopo averlo posizionato nella foresta, vi si nasconde dentro e aspetta l'arrivo dei Puffi. Vanity, appena visto lo specchio, vi riflette subito la propria immagine rimanendo catturato. Al suo interno viene acciuffato da Gargamella e Birba. Intanto al villaggio, Puffetta avverte Grande Puffo che Vanity è andato nella foresta da molto tempo e non è ancora tornato. Dopo aver organizzato varie squadre di ricerca, quella composta da Brainy (Quattrocchi), Clumsy (Tontolone) e Puffetta trova lo specchio e capendo che Vanity vi è imprigionato dentro, decidono di andare a salvarlo. È lo stesso Gargamella a rompere lo specchio nel tentativo di catturare i Puffi creando per loro una via di fuga.
Informazioni: La voce italiana di Vanitoso non è ancora quella definitiva e non è caratterizzata dalla erre moscia e dall'accento francese leggermente effeminato che lo contraddistingue nella maggior parte degli episodi.

## Il drago e i Puffi
- Titolo originale: St. Smurf and the Dragon
- Titoli ulteriori: Riedizione in DVD I Puffi e il drago

### Trama
Il perfido Gargamella si avvicina al villaggio dei Puffi, ma Grande Puffo riesce a renderlo temporaneamente invisibile. Per prolungare l'incantesimo chiede a tutti di cercare nel bosco delle puffbacche che però sembrano misteriosamente sparite da tutti cespugli. Lazy (Pigrone), Hefty (Forzuto) e Puffetta trovano invece un cucciolo di drago sofferente e decidono di portarlo al Grande Puffo per farlo curare. Il piccolo non riesce a controllare le fiamme che escono dalla sua bocca, ma proprio questo respinge un incantesimo di Gargamella che cerca di congelare i Puffi sotto la neve. In seguito il draghetto si ammala nuovamente, dopo aver mangiato tutte le puffbacche appena trovate; il Grande Puffo ordina così di riportarlo nel bosco, dove viene però catturato da Gargamella e usato come arma contro il villaggio. A salvare la situazione sarà l'intervento della madre del cucciolo, che si riprenderà il suo piccolo e sconfiggerà il mago.
Informazioni: Le scene iniziali dell'episodio in cui i Puffi rubano le uova da un pollaio sono tratte dalla storia a fumetti del 1960 intitolata L'uovo magico (o L'uovo e i Puffi).

## Il genio maleducato
- Titolo originale: The Magical Meanie
- Titoli ulteriori: Riedizione in DVD Il genio della lampada

### Trama
Per sfuggire a Birba, Brainy (Quattrocchi) e Clumsy (Tontolone) cadono nella cascata; al loro risveglio sulla battigia trovano una lampada magica da cui fuoriesce un genio che si definisce "maleducato" e che li informa di poter esprimere tre desideri entro l'alba a condizione di conoscere la parola d'ordine. Nel frattempo Gargamella inventa un proiettore magico col quale assiste alla scena e decide di sfruttare i tre desideri a suo vantaggio iniziando a cercare nei suoi libri la parola da dire. La lampada viene portata al villaggio dove i Puffi subiscono gli scherzi del genio. Anche Grande Puffo cerca cosa dire tra i suoi libri, ma Gargamella arriva prima di lui e diventa padrone della lampada. Il suo primo desiderio è di essere trasportato nel villaggio dei Puffi e il secondo è di poterli catturare tutti. Gli unici non presenti sono Brainy e Grande Puffo che, trovata la parola, diventa il nuovo padrone del genio a cui ordina di rendere minuscoli Gargamella e Birba. Dopo la loro fuga gli chiede di annullare tutte le azioni della giornata e infine gli ordina di uscire nuovamente dalla lampada solo dopo aver imparato un po' d'educazione.

## Il mago Puffo
- Titolo originale: Sorcerer Smurf
- Titoli ulteriori: Riedizione in DVD Il Puffo Stregone

### Trama
Harmony (Stonato) e Puffetta trovano un ricettario magico abbandonato nella foresta e lo portano al Grande Puffo. Il libro è di proprietà del Puffo Stregone, mai conosciuto prima, che abita in cima alla montagna delle nebbie. Una spedizione di Puffi parte per andarlo a conoscere, ma in realtà si tratta di Gargamella che li mette in gabbia, lasciando fuori solo Grande Puffo per essere libero di torturarlo se gli altri Puffi non avessero accettato di condurlo al villaggio. Sulla via del ritorno, il mago verrà ripagato con la stessa moneta incontrando un altro sedicente Puffo Stregone.

## I Puffi e il magico medaglione
- Titolo originale: Bewitched, Bothered, and Be-Smurfed
- Titoli ulteriori: Riedizione in DVD Il medaglione magico

### Trama
Durante una notte di tempesta in un sinistro castello una strega grassa e pelata indossa il suo medaglione magico e una parrucca di boccoli rossi. Si tratta di Agata che poco dopo vola via sul suo avvoltoio, ma viene colpita da un fulmine e precipitando perde il suo ciondolo che più tardi viene trovato da Puffetta. Agata inizia a cercarlo e arriva a casa di Gargamella che costringe con la magia ad aiutarla. Individuate le impronte di Puffetta sul luogo della caduta, ognuno di loro le segue con uno scopo diverso, ma dopo essersi persi decidono di non servirsi più l'una dell'altro. Intanto al villaggio Golosone è ammalato e Puffetta esprime il desiderio di vederlo di nuovo cantare e suonare, ma l'influsso dell'amuleto a sua insaputa lo trasforma in un violino. Poi, dopo l'ennesimo scherzo di Burlone, Puffetta spera che possa prendere le cose seriamente e diventare grande e Burlone si trasforma in un gigante che parla di filosofia, infine dopo aver incontrato Brontolone desidera di vederlo felice e subito il Puffo inizia a raccontare barzellette e a suonare la trombetta. Quando Puffetta capisce che questi cambiamenti sono iniziati da quando ha portato con sé il medaglione, decide di disfarsene e lo getta in un burrone, proprio addosso a Gargamella. Agata, saputo che gli unici amici dei Puffi sono gli animali, si trasforma in una rana e, incontrata Puffetta, le dice di essere una principessa sotto l'incantesimo di una strega e che solo il bacio di un Puffo può riportarla alla normalità. Arrivata al villaggio, mentre Brontolone sta per baciarla tutti i Puffi scompaiono perché Gargamella ha chiesto al medaglione di averli su un piatto d'argento. Alla fine i Puffi riescono a scappare e Agata rientra in possesso del suo medaglione catturando Puffetta per farla sua schiava, ma lei si ribella e le strappa l'amuleto dal collo lanciandolo a Grande Puffo che anziché servirsene lo distrugge.
Informazioni: Agata la strega (Hogatha in originale) è un personaggio creato per la serie animata che qui fa il suo esordio. Non appare mai nelle avventure classiche a fumetti, ma proprio questo episodio viene ridisegnato per la rivista Schtroumpf! (col titolo Le talisman d'Hogatha, 1991) che negli anni '90 pubblica nuove storie con i personaggi dei cartoni e con alcune varianti negli abiti dei Puffi, introdotte proprio dalla serie tv. Da questa puntata il doppiaggio italiano sostituisce i nomi statunitensi dei Puffi con quelli italiani, utilizzando quelli già noti dei fumetti o modificandoli completamente. Inoltre molti personaggi, tra cui Grande Puffo, hanno doppiatori diversi.

## Re Puffo
- Titolo originale: King Smurf

### Trama
I Puffi sono intenti a riparare la diga che protegge il loro villaggio dalle inondazioni; quando il Grande Puffo deve allontanarsi, affida la supervisione dei lavori a Brainy (Quattrocchi), i cui ordini però vengono continuamente ignorati e derisi dagli altri Puffi. Brainy decide così di instaurare sul villaggio un regime monarchico, di cui lui è sovrano col nome di Re Puffo e unico legislatore, e riesce a convincere vari altri Puffi a collaborare con lui. Dopo aver subito il classico regalo-scherzo da Jokey (Burlone), Re Puffo lo fa incarcerare, scatenando la reazione di molti altri Puffi che organizzano l'evasione di Jokey; quando però i ribelli vengono scoperti, si scatena una vera e propria guerra tra i fedeli a Re Puffo e gli altri. Nel frattempo la diga sta per cedere; il Grande Puffo torna appena in tempo per ricondurre i Puffi alla ragione e guidarli nell'evitare l'inondazione del villaggio; il tentativo riesce, e ad essere distrutto è solo il palazzo di Re Puffo, con Brainy che capisce i suoi errori.
Informazioni: Nel fumetto originale del 1964 da cui è tratta la storia (intitolato Il Re Puffo o Il Puffissimo), il Re Puffo non è Quattrocchi.

## I Puffi e l'uccello mostro
- Titolo originale: The Smurfs and the Howlibird
- Titoli ulteriori: Riedizione in DVD L'uccello mostro

### Trama
Mentre tutti i Puffi sono occupati a costruire un ponte, il Grande Puffo ha preparato un magico fertilizzante per dare una supercrescita al suo fiorellino che però, quando viene innaffiato con la pozione, si trasforma in una mostruosa pianta carnivora che cerca di divorarlo. Dopo essere stato salvato da (Hefty) Forzuto e (Lazy) Pigrone, Grande Puffo capisce che il fertilizzante è troppo pericoloso, perciò ordina ai due Puffi di sotterrare la boccetta in un luogo sicuro e lontano, ma loro invece la gettano in un burrone in cui si trova un nido di uccellini affamati. Una goccia della pozione abbandonata cade nel becco di uno di loro trasformandolo in un mostruoso rapace che attacca il villaggio. I Puffi si rifugiano in una grande torre e con l'aiuto della loro amica cicogna riusciranno a recuperare la boccetta dal burrone per invertire l'effetto sul volatile che tornerà ad essere un uccellino.
Soddisfatti e vittoriosi, i Puffi ne approfittano per ricostruire il loro amato villaggio. L'uccello seppur tornato un normale uccellino torna al villaggio a infastidire i Puffi che ritiene fastidiosi come Pigrone che lo ignora mandandolo via oppure con Quattrocchi che stava annoiando Brontolone zittendolo con una pietra in testa tanto che il puffo lo ammonisce di farlo sparire definitivamente se ci riprovasse nuovamente mentre Brontolone se la ride senza farglielo notare infine l'uccello tenta di zittire Stonato che per l'ennesima volta stava disturbando tutti con la sua tromba ma il puffo lo scaccia con una strombazzata di tromba addosso. L'uccello si rassegna che ormai non fa più paura a nessuno e si limita a spaventare gli insetti con lo stesso gracchiare di quando era un gigante.
Informazioni: La storia è tratta dal fumetto del 1968 intitolato I Puffi e l'uccello mostro o I Puffi e il beccapuffi (Cracoucass in francese, Howlibird per gli statunitensi). Nella storia originale Puffetta non appare (in quanto ha abbandonato il villaggio) e Grande Puffo ruba la formula dell'antidoto dal laboratorio di Gargamella, che invece nel cartone animato non è presente. Si tratta dell'ultimo episodio in cui il doppiaggio italiano mantiene i nomi statunitensi dei Puffi.

## La zuppa di Puffo
- Titolo originale: Soup a la Smurf

### Trama
Il gigante Buegrasso arriva affamato a casa di Gargamella e gli saccheggia la dispensa. Al mago viene in mente che potrebbe servirgli nella cattura dei Puffi e per convincerlo ad aiutarlo gli propone di assaggiare un piatto succulento: la zuppa di Puffo. Buegrasso però abbandona Gargamella e va a caccia da solo. Puffetta sta volando con Bianca e lo vede dall'alto. Grande Puffo, informato della vicinanza del gigante, decide di organizzare una festa in suo onore e gli dà il benvenuto, dicendogli di aspettare un po' per avere la zuppa prendendo tempo per poter preparare una pozione magica. Interrotto dall'impazienza di Buegrasso, Grande Puffo decide di far finta di accontentarlo e, dopo aver cosparso cinque Puffi con un filtro magico che li rende resistenti al calore, li fa saltare nella pentola; poi chiede al gigante di raccogliere altra legna per il fuoco per poter fare uscire i Puffi dalla zuppa lasciando galleggiare solo i vestiti. Quando Buegrasso torna e beve la zuppa si trasforma in un mostro blu e quando poco dopo arriva Gargamella, ritenendolo responsabile, lo costringe a ritornare nel suo laboratorio per preparare l'antidoto.
Informazioni: Buegrasso (Bigmouth per gli statunitensi, Grossbouf in francese) fa la sua prima apparizione in questo episodio tratto dal fumetto La zuppa di Puffo del 1976. Nell'originale Buegrasso parla in terza persona ("Me Bigmouth") mentre in italiano parla fluentemente come nei fumetti. Nel corso degli anni, varie pubblicazioni hanno riportato sempre una traduzione diversa del suo nome (Ingordone, Mangiatutto). In questo e in altri episodi viene chiamato gigante, ma in seguito verrà identificato come orco (a differenza dei fumetti).

## Non è puffo tutto ciò che luccica
- Titolo originale: All That Glitters Isn't Smurf

### Trama
Puffetta ha un incubo in cui Gargamella vuole vendicarsi per averla persa togliendo i poteri a Grande Puffo e poco dopo assiste ad un'esplosione nel laboratorio a causa di un esperimento fallito. Successivamente anche Pigrone viene coinvolto da un nuovo fallimento e Puffetta gli confida i suoi timori. Nel frattempo Gargamella scopre un incantesimo con cui può trasformare tutti i metalli in oro, ma tra gli ingredienti ci sono una decina di Puffi da bollire. Più risoluto del solito va a cercarli e cattura subito Pigrone, poi è la volta di Golosone e Burlone, ma dopo averli pesati sente Pigrone dire che Grande Puffo sta perdendo i suoi poteri, quindi lascia un messaggio nella foresta in cui scrive che ogni ora quattro Puffi dovranno recarsi alla Grande Quercia altrimenti Grande Puffo, che nel frattempo è partito per raccogliere radici magiche, avrebbe perso tutti i suoi poteri. Andati nella foresta per scoprire la verità, altri Puffi vengono catturati da Gargamella, ma Puffetta e Tontolone si nascondono e poco dopo vanno a cercare Grande Puffo che distrae il mago con delle false monete d'oro create con i capelli di Puffetta e libera i Puffi.
Informazioni: L'episodio utilizza elementi di due storie a fumetti: Il ladro di Puffi del 1959 (in cui appare per la prima volta Gargamella) e Trappola per Puffi del 1968.

## L'incubo di Sognatore
- Titolo originale: Dreamy's Nightmare
- Titoli ulteriori: Riedizione in DVD Puffo Sognatore

### Trama
Il Puffo Sognatore vuole andare in giro per il mondo e Grande Puffo, preoccupato per lui, gli dà un fischietto magico che ha il potere di riportarlo subito al villaggio in caso di pericolo. Durante una tempesta però, Sognatore lo perde ed è proprio Gargamella a trovarlo. In seguito, dopo aver capito che non è così facile come pensava vincere le paure, affrontare i disagi e sopportare la fame, anche il Puffo finisce nelle sue mani e ingenuamente gli dice di non soffiarci dentro. Gargamella ovviamente gli disobbedisce e si ritrova al villaggio. Grande Puffo lo rende innocuo e gentile con una polvere magica e gli chiede come sia entrato in possesso del fischietto. Scoperto che Sognatore è rimasto solo con Birba, tutti si precipitano a salvarlo compreso il mago ancora sotto l'effetto dell'incantesimo. È proprio lui a fermare in tempo la gatta, ma poco dopo Gargamella rinsavisce e cattura i Puffi chiudendoli nella credenza. Per fortuna Vanitoso ha portato con sé il fischietto che li riporta a casa. Gargamella scopre la fuga dei puffi e si dispera a terra per essere stato beffato per l'ennesima volta. Sognatore imparata la lezione decide di non abbandonare più il villaggio.
Informazioni: Questo episodio è basato sulla storia a fumetti Un Puffo diverso dagli altri del 1969, in cui il protagonista è il Puffo Viaggiatore (Schtroumpf Voyageur), identificato nel cartone animato con Sognatore (già associato al carattere di Astropuffo e in seguito anche a quello del Puffo Navigatore).

## Romeo e Puffetta
- Titolo originale: Romeo and Smurfette

### Trama
La primavera è nell'aria e tutti i Puffi sembrano pensare solo a Puffetta. Alcuni la chiedono in moglie ed anche Grande Puffo aggiunge la sua candidatura, ma quando Puffetta annusa un fiore stregato piantato da Gargamella diventa nuovamente cattiva e sotto l'effetto dell'incantesimo chiede sia a Inventore che a Forzuto di sposarla seminando zizzania. Grande Puffo trova il fiore e capisce tutto. Recatosi da Gargamella pronuncia una formula che gli fa scambiare le sembianze con quelle del mago e lo porta al villaggio, ma i Puffi lo catturano e non credono che sia in realtà Grande Puffo. Intanto Gargamella trova nel laboratorio la formula per riacquistare il suo aspetto e nella foga spinge a terra Puffetta che rinsavisce. Dopo aver pronunciato le parole magiche, Gargamella inizia a catturare più Puffi che può, ma nel bosco viene avvistato da Birba che lo attacca credendolo ancora il Grande Puffo facendogli perdere il bottino. Alla fine Puffetta decide che è troppo giovane per sposarsi e che non potrebbe mai scegliere un solo Puffo perché li ama tutti!
Informazioni: L'episodio si basa sulle gag brevi a fumetti intitolate Romeo e Puffetta del 1971 in cui Puffetta (che aveva abbandonato il villaggio dopo la sua unica apparizione del 1966) torna dai suoi amici per una visita. Le tavole di una o due pagine furono pubblicate in coda all'albo L'apprendipuffo. Parte della storia è tratta anche dal volume Puffo verde o verde puffo del 1983 in cui Grande Puffo spiega il difficile uso del termine "puffo".

## L'uovo magico
- Titolo originale: The Magic Egg

### Trama
Per celebrare il giorno dei Puffi, Grande Puffo decide di preparare una torta, ma mancano le uova. Nel frattempo Gargamella crea un uovo magico che realizza i desideri di chi lo tocca, ma non fa in tempo ad usarlo che arriva Buegrasso e glielo ruba. Il mago cerca di riprenderglielo, ma nella colluttazione l'uovo rotola via e viene trovato dai Puffi. È l'inizio di una serie di errori e dispetti: il potere dell'uovo viene presto scoperto ed il primo a farne le spese è Forzuto che viene trasformato in una salsiccia, il Grande Puffo diventa una scimmia, tre Puffi diventano lui, altri si trasformano in mostri e Tontolone diventa un gigante. Dopo aver creato un antidoto, Grande Puffo riassume il suo aspetto e riporta tutto alla normalità desiderando che l'uovo scompaia per sempre.
Informazioni: La trama è in parte tratta dal mini-fumetto del 1960 intitolato L'uovo e i Puffi o L'uovo magico. Gargamella, Buegrasso e Puffetta non sono presenti nel fumetto in cui l'uovo magico viene semplicemente trovato nella foresta e non è opera di Gargamella. Inoltre il suo aspetto e le sue dimensioni sono quelle di un uovo normale, mentre nel cartone è di colore giallo ed è molto più grande.

## Puffonia in do maggiore
- Titolo originale: Smurphony in 'C'

### Trama
Grande Puffo compone una sinfonia, ma non ha un'orchestra che possa eseguirla. I Puffi costruiscono gli strumenti musicali e finalmente provano a suonare, ma Stonato ovviamente viene scacciato. Gargamella lo sente nella foresta e si traveste da fata buona donandogli un trombettofono (turlusifone nei fumetti), una piccola tromba che non lo avrebbe fatto più stonare. In realtà, lo strumento è stregato e non appena viene usato addormenta tutti i Puffi. Gargamella, dopo aver seguito Stonato, arriva al villaggio e cerca di catturarlo, ma lui riesce a scappare e a fargli perdere la strada. Tornato indietro, Stonato cerca di svegliare i suoi amici, ma non ci riesce e non gli resta che andare al laboratorio di Gargamella per cercare un antidoto. Purtroppo sui libri di magia non esiste nulla che possa aiutarlo e il trombettofono viene gettato nel fuoco. Quando tutto sembra perduto, al villaggio Stonato decide di render un ultimo omaggio ai Puffi suonando un assolo di tromba e proprio la sua musica riesce a risvegliarli.
Informazioni: L'episodio è tratto dalla storia a fumetti Puffosinfonia in Do del 1963.

## Puffi da baraccone
- Titolo originale: Sideshow Smurfs

### Trama
Puffetta e Tontolone cadono in una buca e vengono catturati da un uomo che si fa chiamare Bombast il Grande e che vuole utilizzarli come fenomeni da baraccone nel suo spettacolo itinerante assieme al suo cane ammaestrato Bluster. Grande Puffo segue le loro tracce fino ad un villaggio di umani, dove si trova in visita anche Gargamella che cerca di sottrarre i Puffi a Bombast. Non riuscendo a rapirli, li addormenta con una polvere magica poco prima della loro esibizione per poi contrattarne la vendita, ma Bombast capisce il trucco e mentre Puffetta e Tontolone vengono liberati dai loro amici, Gargamella e Birba prendono il loro posto sul carro tra i fischi del pubblico.
Informazioni: La storia del rapimento da parte di un umano ritornerà nell'episodio della seconda stagione Il buono, il cattivo, il Puffo. Entrambe le avventure faranno da spunto per il fumetto del 1994 intitolato Il Puffo ladro di gioielli, il primo ad essere pubblicato dopo la morte di Peyo.

## Super Puffo
- Titolo originale: Supersmurf

### Trama
Per meritarsi il rispetto degli altri Puffi, Quattrocchi decide di riprendersi le provviste rubate dal gigante Buegrasso, ma per farlo deve diventare forte in poco tempo. Dopo aver trovato tra i libri di magia del Grande Puffo una formula che moltiplica le forze, Quattrocchi indossa un mantello rosso e vola via per affrontare il gigante, ma non si accorge che l'effetto dell'incantesimo ha una durata limitata e fallisce. L'inverno sta per arrivare ed è Puffetta a fare un altro tentativo sfoderando il suo fascino con Buegrasso e cercando di commuoverlo, ma anche lei non ha fortuna. Alla fine è proprio Quattrocchi a risolvere la situazione sostituendo il cibo con i sassi che il gigante mangia volentieri.

## Paradiso puffato
- Titolo originale: Paradise Smurfed

### Trama
Quando Grande Puffo si accorge che Pigrone non aiuta gli altri nel raccolto, lo manda nel bosco a fare legna assieme a Quattrocchi e Golosone. Nei pressi di una cascata Pigrone si addormenta di nuovo, ma viene svegliato da un ragazzo di nome Cicerone che lo invita ad attraversare la fonte per visitare il Paradiso, dove nessuno può dargli degli ordini. Anche gli altri due Puffi lo seguono e scoprono un mondo incantato con un bellissimo giardino pieno di statue, colonne e laghetti con cigni in cui due fauni sventolano un uomo dalla pelle blu vestito da antico romano. L'ospite si presenta come Bacco e li invita a servirsi di ogni delizia, ma presto i Puffi si annoiano e chiedono di poter fare qualcosa. Bacco decide di giocare a nascondino dando la caccia ai Puffi, ma presto il gioco si trasforma in un incubo. Per fortuna si tratta proprio di un sogno e Pigrone viene svegliato in tempo dai suoi amici.

## Cavalier Forzuto
- Titolo originale: Sir Hefty

### Trama
Mentre Poeta narra le gesta dei cavalieri della Tavola Rotonda, Forzuto sogna di essere uno di loro, proprio mentre si avvicina un drago che sputa fuoco e incendia la foresta. I Puffi spengono le fiamme, ma tornati al villaggio trovano il laboratorio di Grande Puffo e alcune case completamente bruciate. Poco dopo scoprono le impronte del drago e Forzuto, dopo aver indossato un'armatura, decide di andare da solo ad uccidere il mostro. Resosi conto di non avere la giusta statura per l'impresa, per sua fortuna incontra un uomo che gli dice di essere Sir Lancillotto e lo incarica di proteggere il villaggio. Presto però Grande Puffo capisce che si tratta solo di un truffatore che ozia tutto il tempo e mangia il loro cibo. Decide allora di smascherarlo costruendo un drago finto per vedere la sua reazione, ma l'uomo purtroppo lo sente parlare del piano e costringe Forzuto a dirgli la verità. Nel momento in cui il finto cavaliere si mette in mostra decidendo di affrontare il drago, non si rende conto di avere davanti quello vero, ma Forzuto, fidandosi del suo amico lo avverte del pericolo e l'uomo fugge via vigliaccamente. Al Puffo non resta che difendersi da solo e trascinando il drago nel greto del fiume, chiede a Grande Puffo di aprire la chiusa della diga cosicché l'acqua possa travolgerlo.

## Il Puffo bambino
- Titolo originale: The Baby Smurf

### Trama
Gargamella crea una pozione magica con cui si trasforma in un Puffo appena nato e poco dopo Puffetta lo trova nella foresta. Al villaggio tutti cercano di fare qualcosa per lui mentre Grande Puffo ha l'impressione che gli ricordi qualcuno. Quando Gargamella sta per bere di nuovo la sua pozione, Puffetta se ne accorge e la butta via. Al mago non resta che andare nel laboratorio di Grande Puffo dove trova un cactus pietrificante da cui ricava una nuova mistura con cui inizia a rendere delle statue i Puffi, ma quando si rende conto che sarebbe troppo lungo trasformarli tutti, decide di mettere una bomba nel pozzo. Tirando su il secchio vi trova dentro Pigrone che si sveglia e scopre la sua vera identità, ma non fa in tempo a scappare che viene pietrificato. Puffetta intanto cerca il Puffo bambino, ma trova solo il suo biberon da cui scaturisce la pozione pietrificante. Grande Puffo capisce che il bebè non è altri che Gargamella e crea un antidoto con cui riporta alla normalità tutti i Puffi. Intanto il mago aspetta l'esplosione, ma non vedendo accadere nulla torna al pozzo proprio nel momento in cui scatta la bomba che lo catapulta fuori dal villaggio facendolo precipitare direttamente in casa sua dove Birba non lo riconosce e cerca di mangiarlo. Gargamella riesce a bere l'antidoto che lo riporta al suo aspetto originale, ma non si accorge che la gatta ride alle sue spalle quando nota che gli è rimasto il codino.
Informazioni: Alcuni DVD e VHS del mercato europeo hanno inserito in copertina una scena con Puffetta che dà il latte al vero Baby Puffo, personaggio che apparirà solo nella terza stagione e che non ha nessun collegamento col Puffo bambino.

## Il falso Puffo
- Titolo originale: The Fake Smurf

### Trama
La strega Agata vuole vendicarsi dei Puffi e si trasforma in uno di loro con una pozione magica. Purtroppo però le manca il codino, che è costretta ad aggiungere incollando un pisello dipinto di blu. Incontrato Vanitoso in un campo di salsapariglia il falso Puffo lo segue fino al villaggio dove subito rischia di essere scoperto quando Grande Puffo si accorge che grugnisce. Poco dopo Agata cerca di avvelenare i Puffi aggiungendo nella zuppa una radice marcia, ma vedendo che il veleno non ha effetto, scopre di aver infettato solo il pentolone in cui stava bollendo la biancheria sporca. In seguito mina il ponte sul fiume con i pacchi esplosivi di Burlone, ma rimane vittima del suo stesso piano e cade nel fiume. L'acqua fa scollare il suo codino che viene trovato da Tontolone e portato al Grande Puffo. Il Puffo senza coda viene presto individuato, ma Agata fa in tempo a rinchiudersi nel laboratorio di Grande Puffo per creare una pozione con cui riacquistare il proprio aspetto; ma non si accorge però di essere rimasta piccola e i Puffi riescono a catturarla ed a riportarla nel bosco.
Informazioni: L'episodio segna la seconda apparizione di Agata la strega, dopo il suo esordio ne I Puffi e il magico medaglione. La storia si ispira al fumetto originale di Peyo, uno dei primi ad essere pubblicato. La prima versione breve risale al 1961, mentre quella definitiva allungata e ridisegnata è del 1968 ed è stata inserita in coda all'albo L'uovo magico. Il protagonista su carta è Gargamella, mentre nel cartone animato viene sostituito da Agata, che si trasformerà in Puffo.

## Poeta e Pittore
- Titolo originale: Painter and Poet

### Trama
Poeta e Pittore, sentendosi geni incompresi, decidono di allontanarsi in barca per poter creare indisturbati le loro opere. Quando Grande Puffo trova il loro biglietto d'addio, parte con altri Puffi alla loro ricerca. Nel frattempo i due artisti, dopo aver attraversato il grande lago litigando tra loro per tutto il tempo, vengono sorpresi da una tempesta che li scaraventa su un'isola. Anche la spedizione di Grande Puffo approda nello stesso posto e poco dopo arriva anche Gargamella, che stava pescando nel lago. Il mago trova subito la piccola barca dei Puffi e dopo averla distrutta, si incammina alla loro ricerca. Saranno proprio Poeta e Pittore a salvare tutti dalle grinfie del mago, mettendo definitivamente da parte i loro contrasti.
Informazioni: L'episodio dà importanza ai personaggi di Poeta e Pittore, finora apparsi sporadicamente. Il doppiaggio italiano del Puffo Pittore non ha ancora caratterizzato la sua voce con l'accento francese che in seguito e per la quasi totalità delle puntate sarà opera di Fabrizio Mazzotta.

## Il Puffo degli spiriti
- Titolo originale: Haunted Smurf

### Trama
Durante l'inverno, il magazzino con le provviste prende fuoco e i Puffi rimangono senza viveri. Grande Puffo decide di abbandonare Pufflandia per andare verso sud. Dopo aver camminato a lungo nella neve, i Puffi si rifugiano in un castello apparentemente abbandonato, ma presto scoprono di essere perseguitati da fantasmi. In realtà il proprietario del castello ha disseminato le stanze di trucchi per difendersi dall'unico vero fantasma che lo infesta e che gli ruba il cibo e i gioielli. I Puffi scoprono che si tratta invece di un topolino e ritrovano il tesoro perso dall'uomo che per ringraziarli dona loro le provviste sufficienti per poter tornare al villaggio e passarvi l'inverno.
Informazioni: L'episodio è tratto dal fumetto La fame dei Puffi, pubblicato come mini-racconto nel 1961 e ridisegnato come avventura lunga nel 1966. L'episodio si discosta notevolmente dalla storia originale: la barba del castellano appare bianca e non nera; nelle scene finali l'uomo viene chiamato signor Pauperi (Mr. Poppery nella versione statunitense), mentre nel fumetto non ha nome; Puffetta non appare nel fumetto in quanto ha abbandonato il villaggio, inoltre non sono presenti fantasmi.

## I Puffi viola
- Titolo originale: The Purple Smurfs
- Titoli ulteriori: Riedizione in DVD Puffi color viola

### Trama
Pigrone viene morso sul codino da una mosca Nenè che lo infetta facendolo diventare viola e rabbioso. Il Puffo, saltellando e dicendo solo "Gnap", inizia a mordere i suoi compagni espandendo il contagio. Grande Puffo cerca un rimedio, ma le sue pozioni non hanno successo. Dopo aver catturato la mosca, scopre che un fiore di tuberosa è riuscito a farla diventare azzurra e chiede ai suoi Puffi di andare a raccogliere più fiori possibili. Nel frattempo Forzuto, diventato viola, si dipinge di blu per potersi avvicinare inosservato agli altri e contagiarli e Grande Puffo non fa in tempo a disinfettare il villaggio col polline che si ritrova accerchiato da Puffi viola. Nel tentativo di fuggire viene morso da Forzuto e capisce che la razza dei Puffi sta per estinguersi per sempre, ma una candela rovesciata nella colluttazione dà fuoco al laboratorio facendo esplodere anche l'antidoto. La nube benefica si diffonde su tutti i Puffi viola facendoli ritornare normali.
Informazioni: Questo episodio è un adattamento della storia a fumetti intitolata I Puffi neri, pubblicata per la prima volta nel 1959 sotto forma di mini-albo, e poi ridisegnata e ripubblicata in versione lunga nel 1963. La serie si discosta dal colore originale dei Puffi infettati, trasformando il nero in viola per evitare possibili interpretazioni razzistiche.

## La sorgente di puffo
- Titolo originale: The Fountain of Smurf

### Trama
Grande Puffo dona la sua scorta di puffragole agli altri Puffi dopo che Gargamella li ha disturbati durante il raccolto. Per ringraziarlo, leggendo una lista delle sue cose preferite su uno dei suoi libri, alcuni di loro entrano in una caverna per cercare dei funghi, ma al suo interno scoprono un laghetto la cui acqua fa ringiovanire chi la beve. Deciso a regalare una nuova giovinezza a Grande Puffo, Forzuto riempie la sua borraccia, ma un orco lo ferma e gli chiede qualcosa in cambio dichiarandosi il custode della fonte. Dopo aver notato il libro tra le mani di Quattrocchi glielo sottrae e li lascia andare. Tornati al villaggio, Tontolone dà l'acqua al Grande Puffo che però ne beve troppa e ritorna bambino. I Puffi cercano allora una formula per invertire l'effetto, ma dall'indice nel laboratorio risulta essere proprio nel libro che ha preso l'orco. Mentre gli altri tornano alla caverna, Quattrocchi e Tontolone rimangono al villaggio a sorvegliare il piccolo Grande Puffo che però riesce a fuggire per seguire la spedizione. Dopo aver constatato che è impossibile riprendere il libro senza l'aiuto della magia, i Puffi sono costretti a chiedere aiuto a Gargamella che nel frattempo si è scontrato col puffolino. Quando il mago scopre che in realtà si tratta proprio di Grande Puffo, accetta di andare dall'orco pur di ringiovanire e prova a trasformarlo con le sue pozioni in un animaletto indifeso, ma i suoi trucchi non hanno successo. I Puffi approfittano della confusione per riprendere il libro mentre Gargamella e Birba, inseguiti dall'orco, cadono nella fonte insieme a lui e diventano piccoli.

## La polvere d'ingrandimento
- Titolo originale: Magnifying Mixture

### Trama
Per far cessare la siccità, Grande Puffo inventa una "polvere di gigantismo" per far crescere le nuvole, ma non si accorge di essere spiato da Quattrocchi che poco dopo cerca di ricreare la stessa mistura per far crescere le puffragole e potersi fare una spremuta. Nel tragitto dal laboratorio ai campi però, Quattrocchi inciampa e rovescia la polvere su Forzuto che, diventato un gigante, decide di catturare Gargamella. Arrivato a casa del mago gli dice di volerlo fare suo prigioniero e Gargamella decide di sfruttare la situazione facendosi portare in un sacco al villaggio. Nel frattempo Puffetta avvisa Grande Puffo dell'accaduto, ma il mago ha già ribaltato la situazione uscendo dal sacco e catturando Forzuto e gli altri. Dopo aver ascoltato Gargamella rimproverare Birba per la sua incapacità di catturare i Puffi, Grande Puffo decide di trarne vantaggio ingigantendo la gatta che assale subito il suo padrone inseguendolo fuori dal villaggio. Forzuto viene riportato alle sue dimensioni originali e Quattrocchi viene punito.

## Il Puffo guastatempo
- Titolo originale: Foul weather Smurf

### Trama
Inventore crea una macchina per controllare il tempo, ma mentre si reca lungo il fiume per fare un pic-nic con i suoi amici, Contadino la regola sulla pioggia per poter irrigare i suoi campi e subito dopo Poeta la riporta sul caldo per poter creare un'ode al sole. Dopo continue manomissioni, i due Puffi litigano tra loro e rompono le leve della macchina facendo impazzire il tempo che passa da solo dal sole alla pioggia e dalla neve alla nebbia. Inventore è costretto a distruggerla dopo aver creato un parafulmine con l'ombrello di Quattrocchi che la fa esplodere e Grande Puffo ammonisce tutti ricordando che non è saggio "puffare" con la natura.
Informazioni: La storia si basa sul fumetto Il puffatore di pioggia del 1969.

## Il centesimo Puffo
- Titolo originale: The Hundredth Smurf

### Trama
Sembra che la sfortuna si sia abbattuta sul villaggio dei Puffi e il primo a farne le spese è Vanitoso, che rompe due specchi. Grande Puffo scopre sui suoi libri che un'eclissi lunare avrebbe portato cento anni di malasorte a meno che non venisse eseguita la danza dei cento Puffi. Inizia il conteggio mentre Vanitoso decide di realizzare uno specchio infrangibile con l'argento, ma il rumore che ne consegue spinge i Puffi ad allontanarlo dal villaggio. Nella foresta lo specchio viene terminato, ma scoppia un temporale e un fulmine lo colpisce, dando vita al riflesso di Vanitoso, che si distingue dall'originale perché parla al contrario. Proprio quando Grande Puffo comunica agli altri che sono solo 99, l'arrivo del doppio sembra risolvere la situazione. I problemi nascono subito dopo, visto che il clone esegue gli ordini al contrario ed intralcia spesso Vanitoso che, esasperato, lo scaccia. Per fortuna un nuovo fulmine lo colpisce proprio davanti allo specchio e lo rende normale giusto in tempo per il ballo.
Informazioni: L'episodio è tratto dalla storia a fumetti Il centesimo Puffo del 1962.

## L'abominevole uomo delle nevi
- Titolo originale: The Abominable Snowbeast

### Trama
Grande Puffo si ferisce al piede durante i lavori alla diga e chiede ai Puffi di portargli il polline del Fior di neve per alleviare il dolore, ma Tontolone lo fa cadere nel fiume. Non resta che andare in cima alla Montagna Ghiacciata a prenderne dell'altro senza cogliere la pianta che solo così potrà rifiorire ogni anno. Raggiunto il fiore Puffetta non riesce ad arrivare abbastanza in alto per prenderne il polline e scivolando cade in un dirupo. I suoi amici piangono la sua scomparsa, ma un'enorme creatura pelosa la salva da morte certa. Il fiore giace strappato nella neve e i Puffi hanno bisogno di aiuto per tornare a casa, quindi provano a fare dei segnali di fumo che vengono notati dal villaggio. Nel frattempo il mostro delle nevi porta Puffetta nella sua caverna e, incoronandola col ghiaccio, le fa capire che è sua proprietà, ma quando lei si ribella, la creatura inizia a piangere e capendo che non può tenerla con sé raggiunge gli altri Puffi che però per paura scappano via attaccandola e facendola ferire ad un piede col fuoco. Nel frattempo Grande Puffo arriva in cima alla montagna e trova gli altri mentre stanno per essere aggrediti dal bestione, ma le urla di Puffetta lo fanno allontanare giusto in tempo per salvarla da un enorme ragno. I Puffi capiscono che è ancora viva e vanno a liberarla, ma Puffetta spiega a tutti che il mostro non è cattivo ed ha solo paura di loro. Grande Puffo gli cura la ferita col polline e gli spiega che come il Fior di neve può crescere solo se circondato dalla neve, anche Puffetta può sopravvivere solo nel clima mite del villaggio. Entrambi sono unici al mondo, ma purtroppo il fiore è ormai distrutto. A quelle parole l'uomo delle nevi mostra ai Puffi un'intera piantagione di fiori nascosta nella caverna e Puffetta gli promette di tornare ogni anno per prendere il polline e per salutarlo.

## Gargamella il generoso
- Titolo originale: Gargamel the Generous

### Trama
Per evitare che combini altri guai, Grande Puffo manda Tontolone a raccogliere sassi, ma lui riporta invece dei diamanti trovati in una caverna, senza capirne l'importanza. Per strada ne perde qualcuno che finisce sotto gli occhi di Gargamella. Poco dopo gli altri Puffi lo costringono a disfarsi di tutto il suo carico dicendogli di prendere dei veri sassi e Tontolone inavvertitamente li rovescia proprio sulla testa di Gargamella che lo cattura. Al suo grido di aiuto accorrono Grande Puffo e gli altri e lo salvano. Il mago allora, credendo che il villaggio sia pieno di diamanti, escogita un piano. Poco dopo Quattrocchi e Brontolone finiscono in una sua trappola, ma Gargamella li libera fingendosi improvvisamente buono. Lo stesso succede a Puffetta e Vanitoso ai quali Gargamella confessa di essere diventato gentile e loro amico per poi chiedere di essere portato al villaggio per informare anche Grande Puffo che però, meno ingenuo degli altri, non si fida e lo lascia nel bosco. Più tardi il mago chiede a Tontolone il favore di portargli un carro pieno di sassi dal villaggio, ma alla vista di pietre vere la reazione del mago fa capire a Grande Puffo il suo vero scopo. Dopo aver spiegato agli altri Puffi il valore dei diamanti nel mondo degli umani, Grande Puffo non riesce a convincerli della malafede di Gargamella che propone un baratto con degli oggetti di loro interesse. L'indomani i Puffi si presentano nel luogo dell'appuntamento per lo scambio con un sacco pieno di diamanti, ma vengono rinchiusi in un altro sacco e lanciati nel fiume. Per fortuna Grande Puffo aveva previsto il peggio e con una formula magica scambia il contenuto dei due sacchi, poi taglia il tessuto e scappa via con gli altri dal sacco che Gargamella teneva in mano credendo di essere diventato ricco.

## La Puffetta
- Titolo originale: The Smurfette
- Titoli ulteriori: Riedizione televisiva La Puffetta diventa buona (prima e seconda parte) e in seguito La nuova Puffetta (seconda parte); Riedizione in DVD La Puffetta

### Trama
Il mago Gargamella decide di rompere l'armonia che regna nel villaggio dei Puffi inviando tra di loro una femmina. Con una complicata formula magica riesce a creare da un blocco d'argilla una Puffetta, in verità piuttosto bruttina e dai capelli corti e neri.
Hefty (Forzuto) la trova nella foresta e la porta al villaggio dove Grande Puffo le offre ospitalità. Tramite uno specchio magico, Puffetta comunica con Gargamella che le ricorda qual è la sua missione. In cambio di un pasticcino convince Grady (Golosone) a farle vedere come si apre la chiusa della diga che argina il fiume Puffo deviandone il corso naturale, ma la leva si spezza mettendo a rischio il villaggio. Mentre Grady si cala con una corda e un martello per riparare al danno fatto, Puffetta cade in acqua ma viene salvata dagli altri Puffi. Messa sotto accusa rivela di essere una creatura di Gargamella e si pente delle sue azioni. Grande Puffo ha pietà di lei e con le sue arti magiche la fa diventare una vera Puffa, cambiandola anche nell'aspetto. La nuova Puffetta ha i capelli lunghi e biondi e indossa un vestito elegante e delle scarpette col tacco. Quando Gargamella si rimette in contatto con lei, capisce che non può più fidarsi e la inganna dicendole di aver preparato una sorpresa per tutti i Puffi, sotto la grande quercia. Puffetta invita tutti nella foresta, ma si attarda per scegliere il vestito da mettere. Sarà testimone della cattura dei suoi amici che la crederanno di nuovo una traditrice, ma non si perderà d'animo ed escogiterà un modo per salvarli.
Informazioni: La storia si compone di un doppio episodio che in Italia è andato in onda per la prima volta suddiviso in due puntate differenti. La prima parte completava la puntata pilota di seguito all'episodio del Puffo apprendista, mentre la seconda parte apriva la seconda puntata. Ciò ha portato a delle discordanze nel doppiaggio. La voce di Grande Puffo nella prima puntata (Puffo apprendista/La Puffetta) è di Elio Pandolfi, ma dalla seconda puntata, quindi a metà della storia di Puffetta diventa di Gino Pagnani. Lo stesso succede alla voce di Tontolone, prima di Giuppy Izzo, poi di Fabrizio Mazzotta che continuerà a doppiare il personaggio per il resto della serie. La storia di Puffetta è tratta dal fumetto di Peyo del 1966. La storia si conclude in maniera completamente diversa: mentre nel cartone animato Puffetta salva i Puffi e si fa accettare da loro rimanendo per sempre al villaggio, nel fumetto viene difesa dagli altri durante il processo, ma si rende conto che il suo fascino porta tutti a litigare continuamente anche solo per contendersi un ballo con lei, quindi decide di allontanarsi lasciando una lettera in cui scrive: "Forse un giorno tornerò". Nelle storie successive apparirà sporadicamente per tornare in pianta stabile solo nel 1980 nella storia intitolata Le Puffolimpiadi.

## Adesso puffi e dopo non puffi
- Titolo originale: Now You Smurf 'Em, Now You Don't

### Trama
Golosone, Inventore e Puffetta giocano a palla puffa, ma un orco scambia la palla con una sfera di cristallo che viene portata al villaggio. Poco dopo nel profondo di una caverna l'orco rivela al suo popolo che i loro problemi stanno per finire, infatti non sopportando la luce del sole, sono stati da sempre costretti a forgiare da soli degli scudi protettivi, ma i lavori potranno finalmente essere conclusi grazie all'aiuto di piccoli schiavi che presto sarebbero arrivati da loro. Specchiandosi nella sfera magica i Puffi vedono realizzati i propri sogni e toccandola vengono catapultati magicamente nella caverna. I primi a farne le spese sono Golosone e Vanitoso, mentre gli altri rompono la sfera lottando tra loro per poterla toccare. Gli orchi non si perdono d'animo e ne mettono un'altra nel bosco. Inventore la trova vicino all'ingresso della caverna e spiando dentro scopre la verità. Per fortuna gli orchi non riescono a catturarlo e devono fermarsi alla vista del sole, ma cambiano piano e scavando delle gallerie sotto il villaggio afferrano quasi tutti i Puffi rendendoli loro prigionieri. Grande Puffo fa resistenza e si accorge che gli orchi non sopportano la luce. Intuendo che, come la sfera ha mandato i Puffi sotto terra, allo stesso modo dovrebbe riflettere i raggi del sole, la posiziona sotto una lente d'ingrandimento che trasmette la luce nella caverna accecando gli orchi. Grande Puffo e Inventore liberano gli altri mentre gli orchi dopo un ultimo disperato tentativo rompono il grande globo che catturava le immagini dalle sfere e decidono di ritirarsi più in profondità rinunciando ad emergere all'aria aperta.

## Puffi speleologi
- Titolo originale: Spelunking Smurfs

### Trama
Durante un periodo di siccità i Puffi sono affamati e vanno alla ricerca di cibo. Uno scoiattolo si impietosisce e regala a Vanitoso e Tontolone una ghianda che però cade in un buco. Per andare a riprenderla, i due Puffi scoprono l'ingresso ad una galleria sotterranea piena di leccornie ricoperte di ghiaccio e illuminate da uno strano diamante blu. Grande Puffo, informato dell'accaduto, pian piano ricorda la legenda di un orco che molto tempo prima rubò tutte le provviste dei Puffi, ma come punizione per il suo egoismo non riuscì a mangiare nulla perché il cibo diventò congelato e sarebbe rimasto tale fino a che il sole non avesse illuminato il diamante. Inventore pensa allora di convogliare la luce esterna nella caverna con l'aiuto dello specchio di Vanitoso che viene posizionato tra le radici di un albero accanto all'ingresso. Gargamella nota il minuscolo oggetto e penetra nella galleria restando di stucco alla vista del diamante e delle provviste. Nel tentativo di derubare i Puffi viene messo in fuga dall'orco che rivendica il possesso del cibo, ma quando Grande Puffo gli ricorda la maledizione che ha dovuto subire per il suo gesto, l'orco decide di dividere il cibo in parti uguali donando il diamante ai Puffi. All'uscita della caverna Gargamella li cattura ma il potere della pietra magica lo congela all'istante e il sole non fa in tempo a scaldarlo che viene oscurato da una nuvola e dall'arrivo della pioggia che fa terminare la siccità.

## Puffo apprendista
- Titolo originale: The Smurfs' Apprentice

### Trama
Clumsy (Tontolone) combina sempre guai e, per farsi apprezzare dagli altri puffi, decide di diventare un mago come Grande Puffo. Non riuscendo a copiare le formule magiche dal suo laboratorio, si reca a casa di Gargamella dove strappa una pagina dal libro degli incantesimi per poi preparare una pozione che però lo fa diventare un mostro squamoso. Per cercare un antidoto torna nella stamberga del mago dove viene catturato. Grande Puffo sarà costretto a intervenire.
Informazioni: A differenza della messa in onda originale, in Italia viene rispettata la cronologia delle storie e l'episodio viene trasmesso come pilot della serie. I doppiatori sono differenti da quelli delle puntate successive: è l'unica volta in cui Grande Puffo viene doppiato da Elio Pandolfi e Tontolone non è doppiato da Fabrizio Mazzotta. I nomi dei personaggi non sono ancora stati tradotti in italiano. Gargamella viene erroneamente chiamato Garganella. La storia è tratta dal fumetto originale di Peyo del 1971 intitolato L'apprendipuffo, in cui il protagonista non è Tontolone ma un Puffo senza nome che nelle avventure successive verrà identificato come Puffo Apprendista o Puffo Alchimista.

## Gli occhiali fatati
- Titolo originale: Smurf Colored Glasses

### Trama
È passato un anno da quando Puffetta è arrivata al villaggio e Grande Puffo organizza una grande festa in suo onore. Tutti i Puffi le regalano qualcosa e Inventore crea per lei degli occhiali magici che rendono più bello tutto ciò che si guarda, con la speranza che possa innamorarsi di lui, ma Puffetta non fa in tempo a provarli che viene trascinata dal vento nella rete di Gargamella che ha scatenato una tempesta con la magia. Attraverso gli occhiali il mago appare affascinante e non si capacita delle reazioni inconsuete di Puffetta che lo riempie di complimenti. Gargamella decide allora di renderla sua schiava facendola tornare cattiva come quando l'aveva creata, ma le toglie gli occhiali e lei si ribella mentre gli altri arrivano a salvarla. Poco dopo irrompe il gigante Buegrasso e per riuscire a scappare Grande Puffo gli chiede di indossare gli occhiali che gli fanno vedere Gargamella e Birba come pietanze da mangiare.

## Il Puffo Meccanico
- Titolo originale: The Clockwork Smurf

### Trama
Inventore fabbrica un automa per aiutare i Puffi nelle faccende del villaggio, ma Quattrocchi, cercando di capirne il funzionamento, lo danneggia, facendogli distruggere il villaggio e costringendo i Puffi a disattivarlo. Il piccolo robot riesce però a risvegliarsi anche senza tutti gli ingranaggi e nottetempo si allontana, giungendo a un castello. Una volta dentro si nasconde nelle cucine dove ascolta un dialogo tra due donne: si tratta della governante Sourberry e di Lady Imperia, zia del principe Gerardo, un ragazzino che l'indomani compirà dodici anni e diventerebbe re. Puffo Meccanico scopre che in realtà Lady Imperia lo tiene imprigionato e che ha intenzione di dire ai sudditi che il principino è morto a causa di una malattia, per poter diventare regina. Il perfido servo Udrick (Thorik in originale) porta a Gerardo una zuppa disgustosa in sostituzione del cibo preparatogli dalla governante senza sapere che nella pentola si è nascosto Puffo Meccanico, che poco dopo salta fuori e riesce a sollevare la porta della cella grazie alla sua incredibile forza. Il principe fugge via e cerca una persona di cui potersi fidare per rivelare i piani di Lady Imperia. Incontra la signora Sourberry che però non riesce a riconoscerlo, anche a causa dei miseri vestiti che indossa, e lo mette alla porta credendolo uno straccione. Scoperta la sua fuga, Lady Imperia lo riferisce alla governante, la quale capisce di aver visto proprio Gerardo. Udrick e Imperia si mettono sulle sue tracce, ma Puffo Meccanico e Gerardo riescono a seminarli. I due raggiungono il villaggio dei Puffi, dove Grande Puffo ascolta la storia del giovane e decide di aiutarlo offrendogli anche un bagno caldo, del cibo e dei vestiti degni di lui. Il mattino seguente Grande Puffo rivela il suo piano per aiutare Gerardo a riprendere possesso del regno e soffia su tutti una polvere che rende invisibili per due ore. Solo Puffo Meccanico è immune dall'incantesimo e il suo compito sarà quello di depistare i soldati. Questi ultimi però notano le impronte di Gerardo e dei Puffi che si dirigono verso il castello, lanciandosi al loro inseguimento. Intanto Imperia comunica al popolo che il principe è morto tra le sue braccia esprimendo come ultimo desiderio che lei prenda la corona, ma Gerardo, tornato visibile, arriva in tempo per smascherarla. Dopo l'incoronazione, il nuovo re premia Grande Puffo con una medaglia, ma questi la consegna a Puffo Meccanico, unico vero eroe della storia. Al momento di tornare a Pufflandia, il piccolo pupazzo rimane con Gerardo e saluta gli altri.
Informazioni: I personaggi del principe Gerardo e di Puffo Meccanico, che qui fanno la loro prima apparizione, sono stati appositamente creati per la serie animata. L'idea del Puffo Meccanico viene ripresa successivamente da Peyo nella storia a fumetti Il Puffo robot pubblicata nel 1988, ma su carta l'automa ha caratteristiche completamente diverse, ad esempio può parlare e può versare zuppa calda da un foro sul cappello. Inoltre nella storia si scontrerà con Gargamella e non incontrerà il principe che non appare mai nei fumetti.

## Gli Zuffi pasticcioni
- Titolo originale: Fuzzle Trouble

### Trama
Gargamella crea un filtro magico che rende visibili le impronte e spera finalmente di catturare i Puffi. Nel frattempo Tontolone trova un animaletto a forma di batuffolo rosa e lo porta a Grande Puffo che lo identifica come Zuffo dicendogli di riportarlo subito nella foresta perché avrebbe provocato solo guai. Tontolone non ha il cuore di abbandonarlo e lo nasconde sotto il suo cappello, ma quando gli dà da mangiare l'esserino si sdoppia e lo stesso accade alla sua copia e così all'infinito. Il branco di Zuffi inizia a divorare il villaggio e Grande Puffo non riesce ad allontanarli neanche con un filtro soporifero. Gli Zuffi attaccano la diga, ma quando tutto sembra perso la musica della tromba di Stonato li attrae. Grande Puffo gli dice di portarli oltre la collina, ma lungo la strada finiscono in una trappola di Gargamella che, credendoli Puffi, li porta a casa sua. Gargamella gongolando dalla gioia di aver catturato i Puffi e ansioso di cucinarli apre la cassa in cui li aveva rinchiusi e si ritrova sommerso insieme a Birba dagli Zuffi che gli invadono la casa cominciando a divorare qualunque cosa trovino e a moltiplicarsi nuovamente mentre Gargamella tenta di liberarsene capendo che è stata opera dei Puffi e si ripromette di riuscire a prenderli a qualunque costo il tutto mentre i Puffi assistono da fuori alla scena ridendo a crepapelle.

## Le scarpette da ballo di Puffetta
- Titolo originale: Smurfette's Dancing Shoes

### Trama
Un brutto folletto trova il tesoro perduto degli antichi gnomi, ma lo spirito che lo protegge gli chiede di dimostrare di meritarselo affrontando tre difficili prove nella Valle Spaventosa o in alternativa sposando una fanciulla dal cuore sincero. Entrambe le cose gli sembrano impossibili, visto il suo aspetto. Intanto i Puffi stanno organizzando una festa per il compleanno di Grande Puffo, ma Puffetta non riesce a ballare senza commettere errori. Il folletto la vede e le dona due scarpette magiche dicendole che un giorno lo contraccambierà. Puffetta riesce a ballare perfettamente senza fare prove e dice a tutti che è merito del suo talento, presto però il folletto torna da lei chiedendole di ricambiargli il favore sposandolo! Puffetta fugge via e chiede aiuto ai suoi amici confessando la verità, ma il folletto la raggiunge e poco dopo scompare con lei. Non appena il Grande Puffo viene informato dell'accaduto, una spedizione parte verso il castello del folletto che però li cattura e per rinunciare alla mano di Puffetta chiede loro di portargli le tre cose che inizialmente gli aveva chiesto lo spirito del tesoro degli gnomi, ovvero una penna dell'avvoltoio gigante, il fuoco del vulcano e il diamante azzurro. Dopo aver superato le difficili imprese, i Puffi tornano dal folletto che però prende i suoi doni senza liberare Puffetta, ed assieme a lei si precipita verso il tesoro. Grande Puffo nel frattempo trova in un libro la formula per far cessare l'incantesimo delle scarpette, che trasferisce ai piedi del folletto. Puffetta ha imparato la lezione: non serve cercare scorciatoie per ottenere ciò che si vuole, ma bisogna conquistarlo col sudore e con l'esercizio.

## I Puffi e l'albero dei soldi
- Titolo originale: The Smurfs and the Money Tree

### Trama
La mamma di Gargamella va ad aiutare il figlio nella cattura dei Puffi e dopo aver scoperto che non hanno bisogno di denaro e che dividono tutto equamente, decide di far emergere la loro avidità con un incantesimo. Un soffione stregato viene portato dal vento nel villaggio e dai suoi semi cresce una pianta davanti alla finestra di Golosone. Dai suoi rami pendono grappoli di monete di cioccolate, rivestite da una lamina d'oro con la sua effigie. Il primo impulso del Puffo è di dividerle con gli altri, ma sulla sua spalla sinistra appare un piccolo Puffo Diavolo, completamente rosso, che gli rivela di rappresentare i suoi pensieri più segreti e gli consiglia di tenere tutto per sé come scorta in caso di carestia. Il profumo delle "chicche" d'oro attira gli altri Puffi, ma Golosone, consigliato dal diavoletto, è disposto a cederle solo in cambio di qualcosa. Stonato gli porta delle puffragole, ma Golosone gli chiede quello che per lui è più prezioso: la sua tromba. Allo stesso modo Inventore cede i suoi attrezzi, Quattrocchi i suoi occhiali, Forzuto i suoi pesi, Vanitoso il suo specchio. Solo Grande Puffo non cede. Dopo aver mangiato le chicche, i Puffi si sentono amareggiati per aver perso i propri beni e tornano da Golosone supplicandolo di restituirglieli, ma senza successo. Golosone rimane da solo, ma il diavoletto lo incita a divertirsi con i regali accumulati. Ciò non basta a scacciare la solitudine e dopo aver visto che gli altri, nonostante tutto, riescono a divertirsi con poco, decide di restituire ogni cosa capendo che il vero patrimonio sono gli amici. Quando Grande Puffo vede Golosone parlare da solo, si fa spiegare tutta la storia e intuisce che dietro c'è lo zampino di Gargamella. L'incantesimo viene spezzato con il ritorno della generosità e la vendetta contro il mago non si fa attendere.
Informazioni: In questo episodio vediamo per la prima volta la mamma di Gargamella, che nei fumetti appare in alcune strisce con un aspetto completamente diverso (è la classica strega col cappello a punta e la scopa).

## La puffesta di Pasqua
- Titolo originale: The Smurfs springtime special
- Titoli ulteriori: Riedizione in DVD Arriva la primavera

### Trama
Mentre i Puffi spalano la neve felici per l'approssimarsi della primavera, Gargamella cerca di catturarli chiedendo aiuto a Balthazar, un potente mago che ritiene che i Puffi siano solo un mito. Gargamella ruba un libro di leggende di Balthazar che cita una formula secondo la quale con sei Puffi si può trasformare il piombo in oro e che per catturarli bisogna convincere Madre Natura a far tornare l'inverno. Nel frattempo i Puffi decorano le uova per la Pasqua, ma uno di essi si schiude e ne viene fuori un piccolo papero che vede subito Puffetta e la scambia per sua madre. Nella foresta Gargamella si presenta a casa di Madre Natura e le offre un mazzo di rose stregato con cui la fa addormentare prima che possa far arrivare la primavera. La neve torna all'improvviso e la cosa fa insospettire Grande Puffo che ordina subito ai suoi Puffi di mettere al sicuro le loro provviste trasferendole nella grande quercia. Quando la nevicata copre completamente il villaggio, Grande Puffo decide di allontanarsi con pochi altri per andare a parlare con Madre Natura, dove Gargamella li cattura. Solo Grande Puffo riesce a scappare e chiede aiuto ai compagni, mentre il mago porta a casa sua un sacco pieno di Puffi ed un'incosciente Madre Natura. Liberati gli altri Puffi mentre Gargamella dorme, Grande Puffo intima a tutti di allontanarsi e di lasciarlo solo con Madre Natura per fargli preparare un antidoto all'incantesimo. Sulla collina vicina i Puffi lo attendono fiduciosi e, mentre il papero li raggiunge, vedono arrivare la slitta di Balthazar che si ferma davanti alla porta di Gargamella. Grande Puffo fugge via per miracolo, ma lo stregone lo avvista e si convince che i Puffi esistono per davvero. Imbracciato l'archibugio, definito la bacchetta magica del futuro che ha il potere di cambiare il mondo, e specificando che per fare l'oro non importa che i sei Puffi siano vivi o morti, spara verso di loro. Proprio in quel momento Grande Puffo scivola sulla neve, Puffetta corre in suo aiuto e il papero la segue rimanendo colpito a morte. Balthazar intima ai Puffi di arrendersi, ma loro invece corrono verso di lui per vendicare il loro amico e dietro di loro accorrono in aiuto tutti gli animali della foresta che lo mettono in fuga e bloccano Gargamella. Madre Natura viene risvegliata e il suo tocco magico fa tornare in vita il papero che sul finale danza sereno con Puffetta e Brontolone vestiti da coniglietti rosa per celebrare la puffesta di Pasqua.
Informazioni: Puntata speciale andata in onda negli Stati Uniti in occasione della Pasqua, dopo la conclusione della prima stagione avvenuta nel mese di dicembre 1981. La storia introduce i personaggi originali di Madre Natura e di Balthazar (poi chiamato Baldassarre nell'adattamento italiano), creati appositamente per la serie animata in cui ricorreranno spesso. Madre Natura apparirà solo nel 1995 anche nei fumetti con la storia Les Schtroumpfs et Dame Nature.